# Botany, New South Wales
Botany este o suburbie în Sydney, Australia.